# Oberhausen Hauptbahnhof
Oberhausen Hauptbahnhof ist ein Personenbahnhof in Oberhausen und ein wichtiger Verknüpfungspunkt des Schienenpersonennah- und -fernverkehrs im westlichen Ruhrgebiet und am unteren Niederrhein. Besondere Bedeutung hat der Bahnhof als Umsteigebahnhof für ICE-Verbindungen in die Niederlande (Hollandstrecke).

## Geschichte

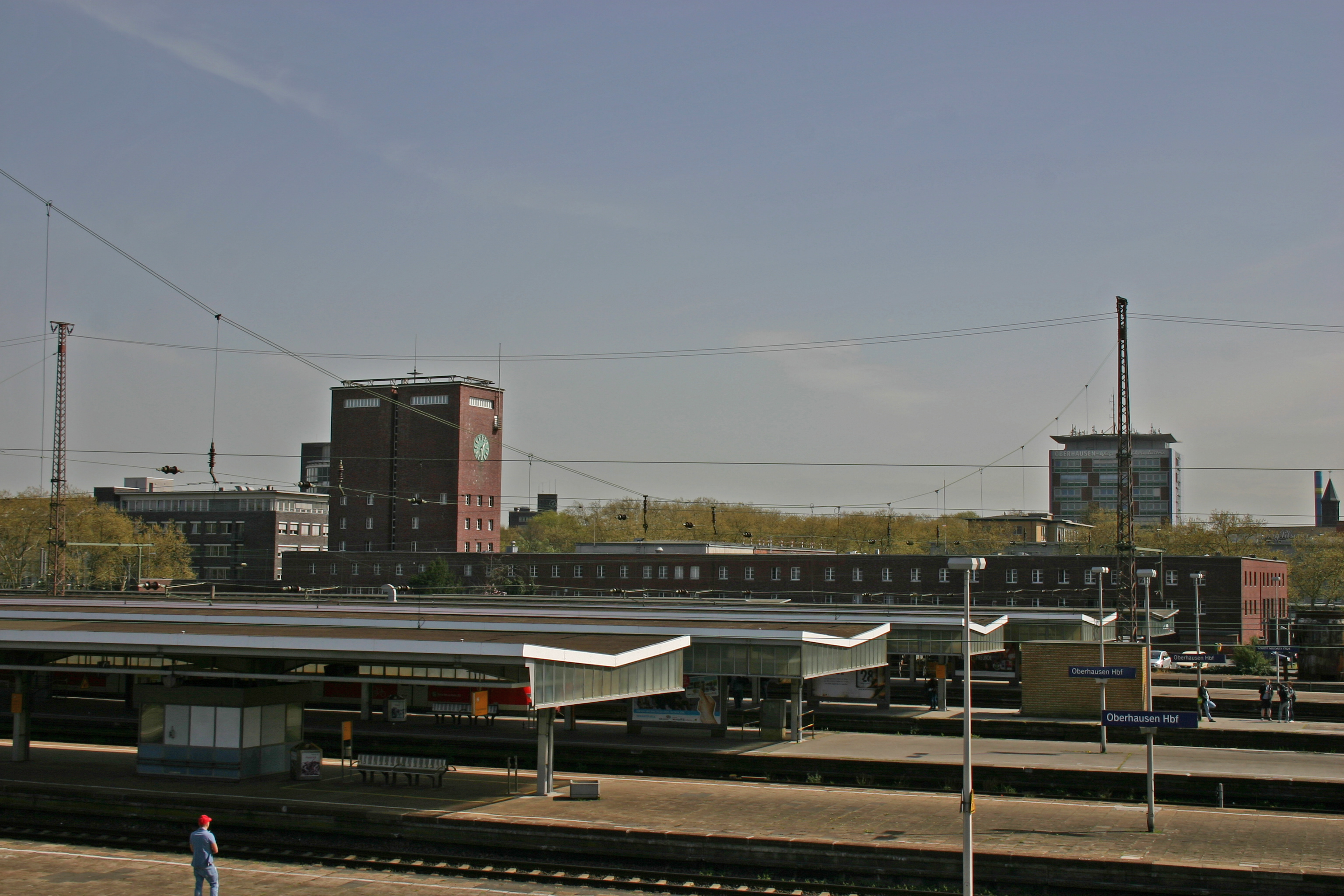
Ansicht über die Bahnsteige zum Empfangsgebäude

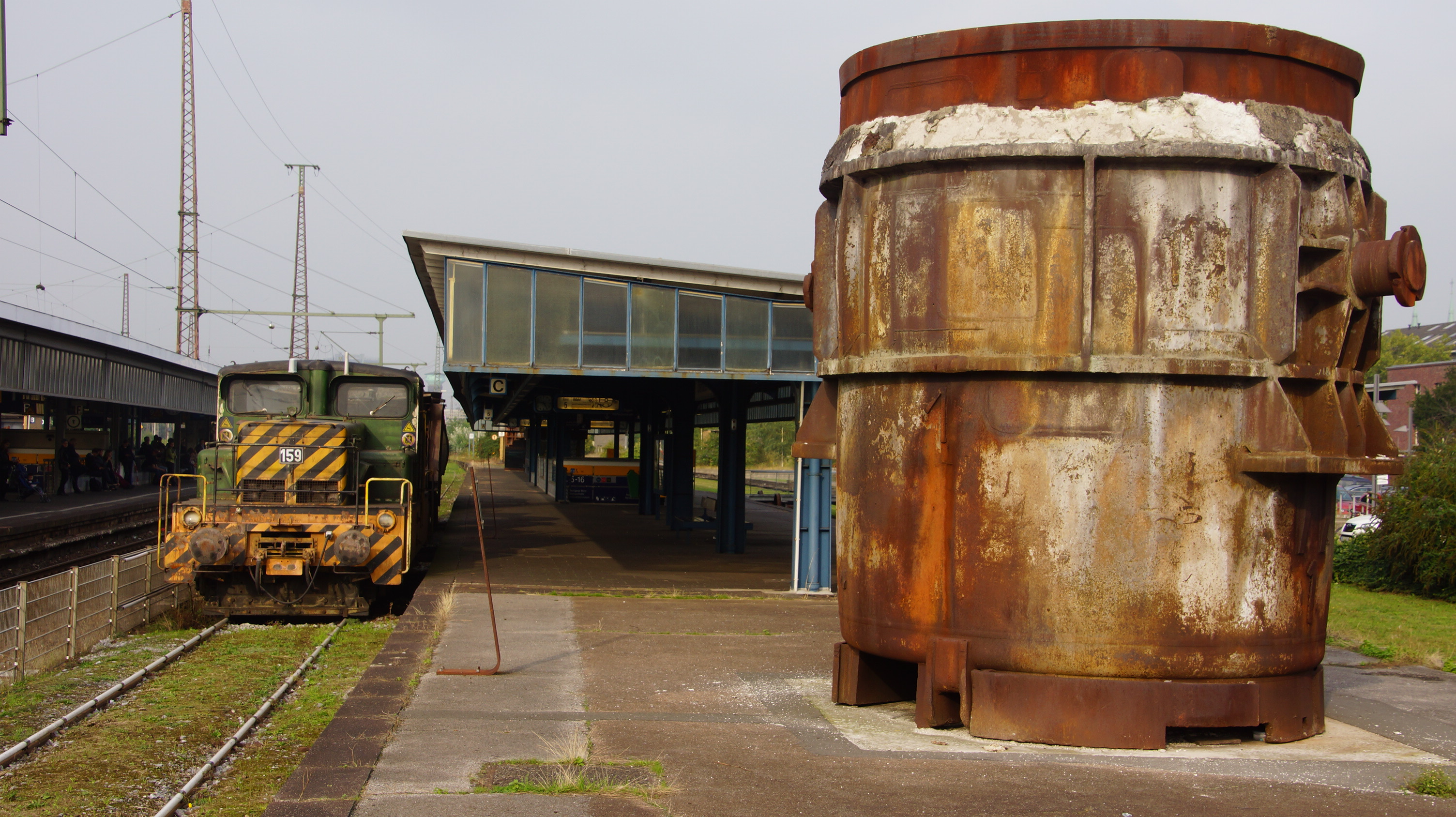
Museumsbahnsteig des LVR-Industriemuseums

Der Bahnhof liegt an der 1846 errichteten Stammstrecke der Köln-Mindener Eisenbahn-Gesellschaft. Das erste Bahnhofsgebäude am heutigen Standort – ein einfaches Fachwerkgebäude eines Umschlagbahnhofs – wurde nach dem nahe liegenden Schloss Oberhausen benannt und am 15. Mai 1847 eröffnet. Es war der erste Bahnhof auf dem Gebiet der damaligen Bürgermeisterei Borbeck; die Stadt Oberhausen existierte zu diesem Zeitpunkt noch nicht. Der Bahnhof diente zunächst zur Anbindung der sich entwickelnden Schwerindustrie. Der Unternehmer Franz Haniel hatte seinen Einfluss bei Regierung und Bahngesellschaft für die Anbindung der Lipper Heide an die Eisenbahn geltend gemacht. Nach der Eröffnung des Bahnhofs siedelten sich weitere Unternehmen wie die Zinkfabrik Altenberg in unmittelbarer Nähe des Bahnhofs an.
1850 zog die Verwaltung der sich konsolidierenden Zeche Concordia in das Bahnhofsgebäude. Bereits 1854 wurde ein aufwendigeres Empfangsgebäude errichtet. 1866 kam ein Empfangsgebäude der Bergisch-Märkischen Eisenbahn-Gesellschaft nur wenige Meter entfernt hinzu. Weitere Bahngesellschaften und neue Strecken folgten, so 1848 die Strecke nach Duisburg-Ruhrort und 1856 die Hollandstrecke nach Arnheim (beide von der Köln-Mindener Eisenbahn-Gesellschaft) sowie 1862 die Strecke über Mülheim nach Essen (Bergisch-Märkische Eisenbahn-Gesellschaft).
Bis 1880 entwickelte sich Oberhausen zu einem der wichtigsten Bahnknotenpunkte im Ruhrgebiet (zusammen mit dem Bahnhof Oberhausen West, Osterfeld war zu diesem Zeitpunkt noch unabhängig). Im Zuge der nun einsetzenden Verstaatlichung der Eisenbahnen wurde die Bündelung von Strecken und die Einrichtung von Zentralbahnhöfen möglich. Der Bergisch-Märkische und der Köln-Mindener Bahnhof wurden zusammengelegt und 1888 ein repräsentatives neues Bahnhofsgebäude mit Bahnsteigtunneln eröffnet.
1929 schlossen sich die Bürgermeistereien Sterkrade, Osterfeld und Oberhausen (heute Alt-Oberhausen) zu Groß-Oberhausen zusammen. Ursprünglich sollte alles nach Sterkrade eingemeindet werden, da Sterkrade die größte Bürgermeisterei war. Da Oberhausen gegenüber Sterkrade jedoch den besseren Bahnanschluss besaß, stand bereits vorher fest, dass dieser Zentralbahnhof der neuen Großstadt würde, so dass man sich einigte, Sterkrade und Osterfeld nach Oberhausen einzugemeinden und den Oberhausener Bahnhof zum Hauptbahnhof der Stadt auszubauen.
1930 bis 1934 wurde schließlich das heutige Bahnhofsgebäude inklusive des 33 Meter hohen Doppelwasserturms im Stil der Klassischen Moderne erbaut. Der Oberhausener Architekt Schwingel und der Reichsbahnoberrat Karl Herrmann der Reichsbahndirektion Essen entwarfen das heutige Gebäude mit einer kubistischen Formensprache.
Im Zweiten Weltkrieg wurde der Bahnhof mehrfach von Bomben und Luftminen getroffen und schwer beschädigt. Die Empfangshalle konnte erst 1954 in stark veränderter Form wieder in Betrieb genommen werden, eine Zwischendecke war eingezogen, um im oberen Teil ein Kino einzubauen, darunter entstand eine kleine Ladenpassage.

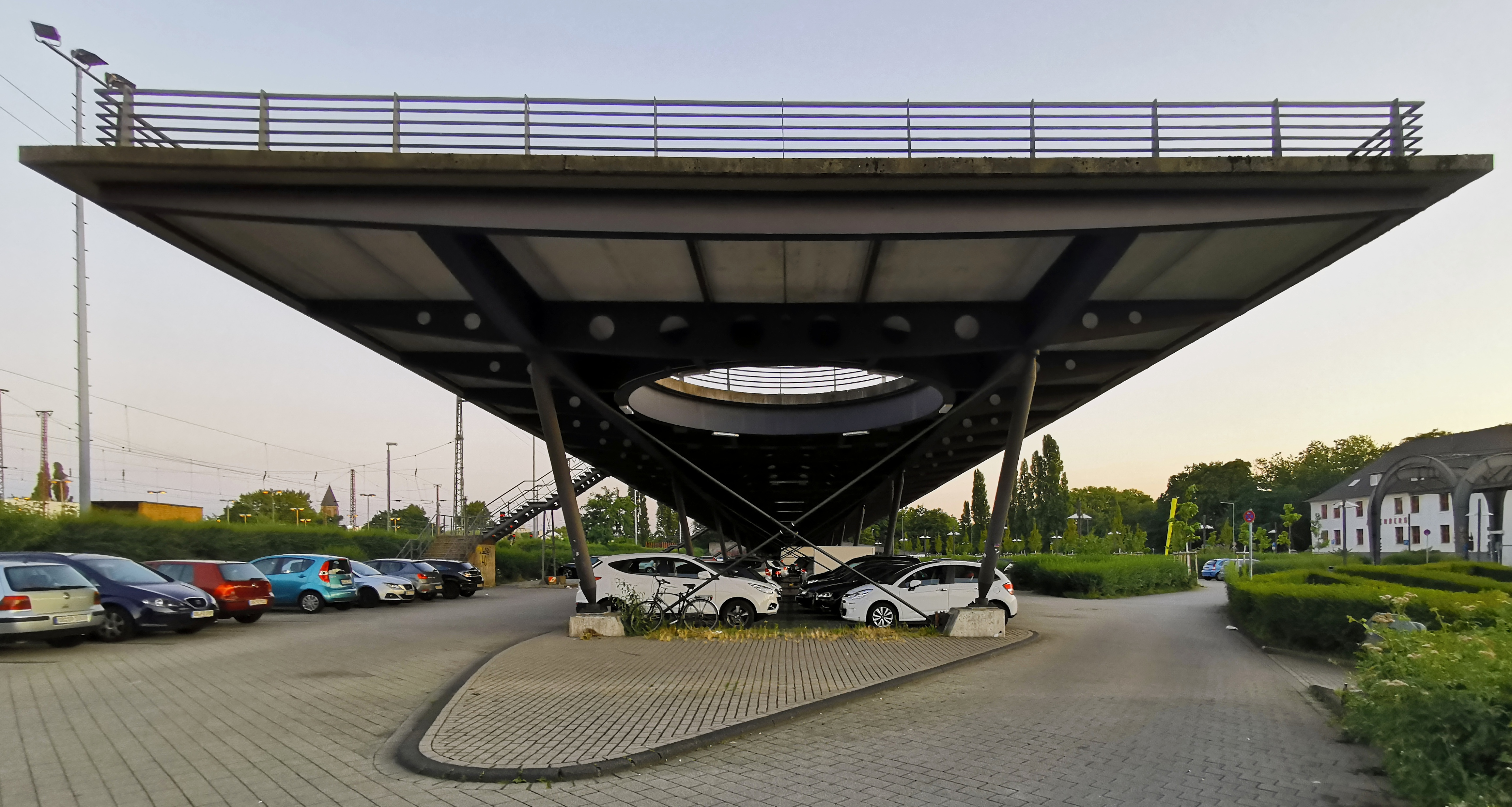
Parkplatzdeck

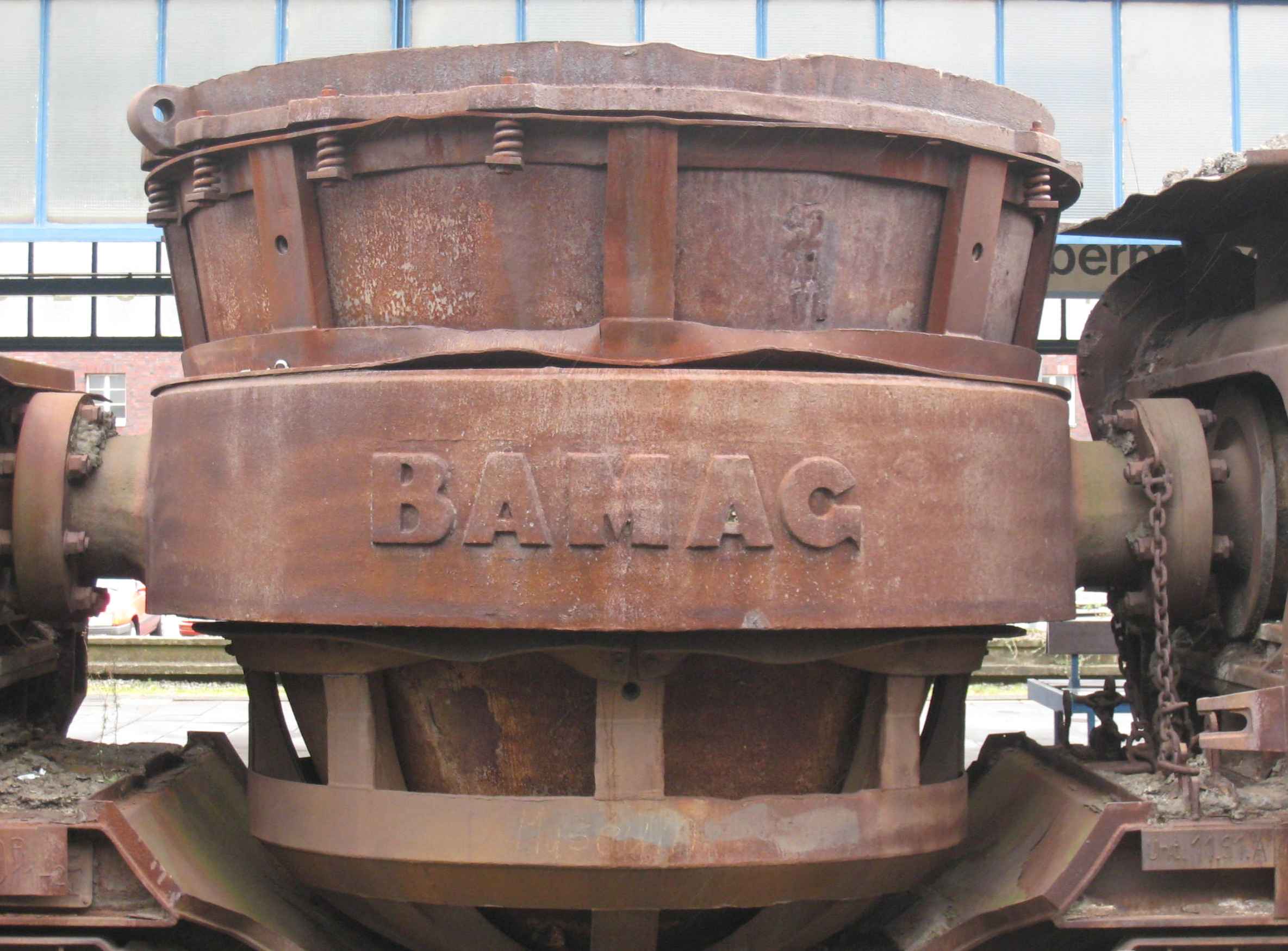
Wagon zum Transport von flüssiger Schlacke auf dem Museumsbahnsteig

Als eines der ersten Projekte der Internationalen Bauausstellung Emscherpark wurde der gesamte Hauptbahnhof mit seinem Umfeld ab 1993 grundsaniert und neugestaltet. Die Eingangshalle wurde weitgehend in ihrer ursprünglichen Form restauriert; das Kino mit der Ladenpassage wieder entfernt. Es erfolgte ein Rückbau der vorhandenen Gleisanlagen von 14 auf 10 Bahnsteiggleise. Der stillgelegte Postbahnanschluss wurde abgerissen und die Fläche wurde mit den ehemaligen Gleisen 4 und 5 als Museumsbahnsteig des LVR-Industriemuseums Oberhausen hergerichtet. Das Relief Die drei Lebensalter von Ernst Müller-Blensdorf konnte restauriert wieder im Bahnhof platziert werden. Der Personentunnel unter den Schienensträngen wurde modernisiert, verlängert und nach Westen geöffnet. Die 1997 eröffnete Zentrale des Rheinischen Industriemuseums und der westliche Stadtteil erhielten hierdurch einen direkten Zugang vom Hauptbahnhof. Zu den Baumaßnahmen gehörten ferner die Neugestaltung des Bahnhofsvorplatzes mit zentralem Busterminal und die Anlage eines Park-and-ride-Parkplatzes an der Westseite.
Von 2006 bis 2013 wurde der zum Bahnhofsgebäude gehörende Wasserturm vom Verein Kultur im Turm e. V. zu einem öffentlichen Kulturzentrum umgebaut.
Im Rahmen eines Entwicklungsplans für den Hauptbahnhof und dessen Umgebung sollen die Bahnsteige 3, 4, 5 und 6 mit den dazugehörigen Gleisen 6/7, 9/10, 11/12 und 13/14 auf einer fernverkehrstauglichen Länge von 400 Metern und mit einer Bahnsteighöhe von 76 cm neu gebaut werden. Dabei sollen auch der Witterungsschutz, Warteräume, Bahnsteigdächer und Treppenaufgänge modernisiert werden. Weiterführend soll der Bahnsteig 7 mit den Gleisen 15 und 16, die aktuell nicht fahrplanmäßig bedient werden, auf 170 Meter Nutzlänge und 76 cm Höhe gebracht werden. Außerdem ist eine Reaktivierung des zur Zeit als Museumsbahnsteig genutzten Bahnsteigs 2 mit Gleis 5 geplant.

## Bedienung

### Fernverkehr
| Linie  | Bezeichnung     | Linienweg | Takt    | Betreiber      |
| ------ | --------------- | --- | ------- | -------------- |
| ICE 78 | „International“ | Amsterdam – Oberhausen – Duisburg – Düsseldorf – Köln – Frankfurt Flughafen – Frankfurt (– Mannheim – Offenburg – Basel)                                                                      | 120 min | DB Fernverkehr |
| IC 35  |                 | Norddeich Mole – Münster (Westf) – Recklinghausen – Wanne-Eickel – Oberhausen – Duisburg – Düsseldorf – Köln (– Koblenz)                                                                      | 120 min | DB Fernverkehr |
| IC 35  | „Bodensee“      | (Emden – Leer (Ostfriesl) – Münster (Westf) –) Dortmund – Oberhausen – Duisburg – Düsseldorf – Köln – Koblenz – Mannheim – Offenburg – Konstanz (ztw. Mannheim – Vaihingen (Enz) – Stuttgart) | 120 min | DB Fernverkehr |

Siehe auch: Liste der Intercity-Express-Linien, Liste der Intercity-Linien (Deutschland)

### Regionalverkehr
| Linie      | Linienweg | Takt                                                   | Betreiber        |
| ---------- | --- | ------------------------------------------------------ | ---------------- |
| RE 3       | Rhein-Emscher-Express: Düsseldorf Hbf – Düsseldorf Flughafen – Duisburg Hbf – Oberhausen Hbf – Essen-Altenessen – Gelsenkirchen Hbf – Wanne-Eickel Hbf – Herne – Castrop-Rauxel Hbf – Dortmund-Mengede – Dortmund Hbf – Dortmund-Scharnhorst – Dortmund-Kurl – Kamen-Methler – Kamen – Bönen-Nordbögge – Hamm (Westf) Hbf Stand: Fahrplanwechsel Dezember 2023 | 60 min                                                 | eurobahn         |
| RE 5 (RRX) | Rhein-Express: Wesel – Friedrichsfeld (Niederrhein) (zweistdl.) – Voerde (Niederrhein) – Dinslaken – Oberhausen-Holten (zweistdl.) – Oberhausen-Sterkrade – Oberhausen Hbf – Duisburg Hbf – Düsseldorf Flughafen – Düsseldorf Hbf – Düsseldorf-Benrath – Leverkusen Mitte – Köln-Mülheim – Köln Messe/Deutz – Köln Hbf – Köln Süd – Brühl – Bonn Hbf – Bonn UN Campus – Bonn-Bad Godesberg – Oberwinter – Remagen – Sinzig (Rhein) – Bad Breisig – Andernach – Koblenz Stadtmitte – Koblenz Hbf Stand: Fahrplanwechsel Dezember 2023        | 60 min                                                 | National Express |
| RE 19      | Rhein-IJssel-Express: Zugteil 1: Arnhem Centraal – Zevenaar – Emmerich-Elten – Emmerich – Praest – Millingen (b Rees) – Empel-Rees – Haldern (Rheinl) – Mehrhoog – Wesel Feldmark – Wesel Zugteil 2: Bocholt – Hamminkeln-Dingden – Hamminkeln – Wesel-Blumenkamp – Wesel Flügelung bzw. Wiedervereinigung: Wesel – Friedrichsfeld (Niederrhein) – Voerde (Niederrhein) – Dinslaken – Oberhausen-Holten – Oberhausen-Sterkrade – Oberhausen Hbf – Duisburg Hbf – Düsseldorf Flughafen – Düsseldorf Hbf Stand: Fahrplanwechsel Dezember 2021 | 60 min                                                 | VIAS             |
| RB 32      | Rhein-Emscher-Bahn: Duisburg Hbf – Oberhausen Hbf – Essen-Dellwig – Essen-Bergeborbeck – Essen-Altenessen – Essen Zollverein Nord – Gelsenkirchen Hbf – Wanne-Eickel Hbf – Herne – Castrop-Rauxel Hbf – Dortmund-Mengede – Dortmund Hbf Stand: Fahrplanwechsel Dezember 2021 | 60 min                                                 | DB Regio         |
| RB 35      | Emscher-Niederrhein-Bahn: Gelsenkirchen Hbf – Essen Zollverein Nord – Essen-Altenessen – Essen-Bergeborbeck – Essen-Dellwig – Oberhausen Hbf – Duisburg Hbf – Duisburg-Hochfeld Süd – Rheinhausen Ost – Rheinhausen – Krefeld-Hohenbudberg Chempark – Krefeld-Uerdingen – Krefeld-Linn – Krefeld-Oppum – Krefeld Hbf – Forsthaus – Anrath – Viersen – Mönchengladbach Hbf Stand: Fahrplanwechsel Dezember 2021 | 60 min                                                 | Vias Rail        |
| RB 36      | Ruhrort-Bahn: Oberhausen Hbf – Duisburg-Obermeiderich – Duisburg-Meiderich Ost – Duisburg-Meiderich Süd – Duisburg-Ruhrort Stand: Fahrplanwechsel Dezember 2021 | 30 min (wochentags) 60 min (Wochenenden und Feiertage) | NordWestBahn     |
| RE 44      | Fossa-Emscher-Express: (Moers – Rheinhausen –) (nur wochentags) Duisburg Hbf – Oberhausen Hbf – Oberhausen-Osterfeld Süd – Bottrop-Vonderort – Bottrop Hbf verkehrt bis auf Weiteres nicht, zwischen Bottrop und Oberhausen Ersatzverkehr mit Bussen Stand: Fahrplanwechsel Dezember 2024 | 60 min                                                 | RheinRuhrBahn    |
| RE 49      | Wupper-Lippe-Express: Wesel – Friedrichsfeld (Niederrhein) – Voerde (Niederrhein) – Dinslaken – Oberhausen-Holten – Oberhausen-Sterkrade – Oberhausen Hbf – Mülheim (Ruhr)-Styrum – Mülheim (Ruhr) Hbf – Essen West – Essen Hbf – Essen-Steele – Essen-Kupferdreh – Velbert-Langenberg – Velbert-Neviges – Wuppertal-Vohwinkel – Wuppertal Hbf Stand: Fahrplanwechsel Dezember 2021 | 60 min (wochentags)                                    | DB Regio         |

Die Linien RB 36 und RE 44 wurden mit Fahrplanwechsel zum 15. Dezember 2024 auf Omnibusbetrieb umgestellt, der Fahrplan im Internet aber bislang nicht entsprechend aktualisiert.

### S-Bahn Rhein-Ruhr
| Linie | Verlauf | Takt   |
| ----- | --- | ------ |
| S 3   | Oberhausen Hbf – MH-Styrum – Mülheim (Ruhr) West – Mülheim (Ruhr) Hbf – E-Frohnhausen – Essen West – Essen Hbf – E-Steele – E-Steele Ost – E-Horst – BO-Dahlhausen – Hattingen (Ruhr) – Hattingen (Ruhr) Mitte Stand: Fahrplanwechsel Dezember 2023 | 30 min |

### Bahnsteigbelegung
In der Regel halten die im Takt verkehrenden Linien im Fahrplanjahr 2025 auf den folgenden Bahnsteiggleisen:
| Bahnsteig | Gleis | Linie/Richtung                                                                                 |
| --------- | ----- | ---------------------------------------------------------------------------------------------- |
| 3         | 6     | IC 35 nach Emden/Norddeich RE 3 nach Hamm (Westf) RB 32 nach Dortmund RB 35 nach Gelsenkirchen |
| 3         | 7     | IC 35 nach Köln RE 3 nach Düsseldorf RB 32 nach Duisburg RB 35 nach Mönchengladbach            |
| 4         | 9     | ICE 78 nach Amsterdam RE 5 nach Wesel RE 19 nach Arnhem/Bocholt                                |
| 4         | 10    | S 3 von/nach Hattingen                                                                         |
| 5         | 11    | RE 49 nach Wesel S 3 von/nach Hattingen                                                        |
| 5         | 12    | RE 5 nach Koblenz RE 19 nach Düsseldorf RE 49 nach Wuppertal                                   |
| 6         | 13    | ICE 78 nach Frankfurt                                                                          |
| 6         | 14    |                                                                                                |
| 7         | 15    |                                                                                                |
| 7         | 16    |                                                                                                |

### Bus- und Straßenbahnverkehr
Der Hauptbahnhof bildet einen der wichtigsten Knoten im ÖPNV-Netz der Stadt Oberhausen. Vor dem Bahnhofsgebäude liegt der Busbahnhof, der eine Verknüpfung zwischen Schienen‑, Straßenbahn- und Busverkehr gewährleistet. An diesem Busbahnhof halten Schnellbusse, Stadtbusse und die Straßenbahn. Am Hauptbahnhof befindet sich zudem die südliche Zufahrt zur ÖPNV-Trasse.
| Linie | Linienverlauf | Takt (Mo–Fr) | Betreiber         |
| ----- | --- | --- | ----------------- |
| X42   | Oberhausen Hbf – Neue Mitte Oberhausen – OB-Sterkrade Bf – OB-Elpenbachstraße – Bottrop-Fuhlenbrock – Bottrop-Grafenwald Schneiderstraße – Kirchhellen Schulze-Delitzsch-Straße \| – Dorsten ZOB \| – Feldhausen Bf – Movie Park Linie verkehrt zwischen Sterkrade Bf und Oberhausen Hbf über die ÖPNV-Trasse Oberhausen                           | 30 min (Oberhausen Hbf - BOT-Kirchhellen) 60 min (BOT-Kirchhellen – Dorsten) 60 min (BOT-Kirchhellen – Movie Park) | Vestische / STOAG |
| SB90  | Holten Markt – OB-Holten Bf – Schmachtendorf Heinrich-Böll-Gesamtschule – Alsfeld Jägerstr. – Ludwigshütte – OB-Sterkrade Bf – OLGA-Park – Neue Mitte Oberhausen – Oberhausen Hbf – Alstaden – Ruhrpark – Mülheim-Styrum Linie verkehrt zwischen Sterkrade Bf und Oberhausen Hbf über die ÖPNV-Trasse Oberhausen                                   | 20 min | STOAG             |
| SB91  | Bero-Zentrum – Oberhausen Hbf – Neue Mitte Oberhausen – OB-Osterfeld Süd Bf – Bottrop ZOB Berliner Platz – Bottrop-Eigen Markt – Gladbeck-Ellinghorst – Gladbeck Goetheplatz – Gladbeck-Ost Bf – Gelsenkirchen-Buer, Königswiese – Gelsenkirchen-Buer Rathaus Linie verkehrt zwischen OLGA-Park und Oberhausen Hbf über die ÖPNV-Trasse Oberhausen | 10 min (Bero-Zentrum–Bottrop ZOB) 20 min (Bottrop ZOB–Buer)                                                        | Vestische / STOAG |
| SB92  | KönigshardtFalkestr. – Tackenberg – Klosterhardt – Rothebusch – Osterfeld Mitte – OLGA-Park – Neue Mitte Oberhausen – Oberhausen Hbf – Styrum – Alstaden – Fröbelplatz Linie verkehrt zwischen OLGA-Park und Oberhausen Hbf über die ÖPNV-Trasse Oberhausen                                                                                        | 20 min | STOAG             |
| SB93  | Tackenberg – Klosterhardt – Rothebusch – Osterfeld Mitte – OLGA-Park – Neue Mitte Oberhausen – Bismarckstraße – Oberhausen Hbf – Bero-Zentrum Süd – DU-Obermeiderich Bf – Alstaden Fröbelplatz Linie verkehrt zwischen OLGA-Park und Lipperfeld über die ÖPNV-Trasse Oberhausen                                                                    | 20 min | STOAG             |
| SB94  | Essen-Frintrop Unterstraße (Anschluss an Straßenbahnlinie 105) – Stadtgrenze Essen – Marienburgstraße – Rathaus – Oberhausen Hbf – Bero-Zentrum – Lirich – Buschhausen Mitte – OB-Sterkrade Bf – Osterfeld Mitte – OB-Osterfeld Süd Bf – Marina/Sea-Life                                                                                           | 20 min | STOAG             |
| SB97  | OB-Sterkrade Bf – Buschhausen Mitte – Lirich – Bero-Zentrum – Oberhausen Hbf – Anne-Frank-Realschule (verkehrt nicht während der Sommerferien) | 20 min | STOAG             |
| SB98  | Königshardt Falkestr. – Walsumermark – Schmachtendorf – Alsfeld Jägerstr. – Ludwigshütte – OB-Sterkrade Bf – OLGA-Park – Neue Mitte Oberhausen – Oberhausen Hbf – Bero-Zentrum – Rehmer – Alstaden Fröbelplatz Linie verkehrt zwischen Sterkrade Bf und Oberhausen Hbf über die ÖPNV-Trasse Oberhausen                                             | 20 min | STOAG             |
| 112   | OB-Sterkrade, Neumarkt – OB-Sterkrade Bf – OLGA-Park – Neue Mitte Oberhausen – Oberhausen Hbf – Landwehr – Mülheim-Styrum – Mülheim-West – Friedrich-Ebert-Straße – Mülheim Stadtmitte – Mülheim Kaiserplatz – Oppspring – Hauptfriedhof Linie verkehrt zwischen Sterkrade und Oberhausen Hauptbahnhof über die ÖPNV-Trasse Oberhausen.            | 15 min | Ruhrbahn / STOAG  |
| 122   | Liniennummer derzeit nicht in Gebrauch | – | –                 |
| 136   | Oberhausen-Anne-Frank-Realschule – Oberhausen Hbf – Mülheim-Dümpten – Winkhausen – Heißen Kirche | 60 min | Ruhrbahn / STOAG  |
| 143   | Borbeck Bf – Borbeck Lindnerpl. – Essen-Gerschede – Bedingrade – Essen-Frintrop – Oberhausen-Bermensfeld – Knappenmarkt – Bismarckstraße – Rathaus – Oberhausen Hbf – DU-Obermeiderich Bf – Oberhausen-Alstaden Fröbelplatz | 20 min 10 min (HVZ)                                                                                                | STOAG / Ruhrbahn  |
| 935   | OB-Sterkrade Bf – Buschhausen Friesen-/Beerenstraße – Duisburg-Röttgersbach – Marxloh Pollmann – Hamborn – Duisburg-Neumühl – Buschhausen Westmarkstraße – Oberhausen-Lirich – Bero-Zentrum – Oberhausen Hbf – Anne-Frank-Realschule \|\| 60 min \|\| STOAG/DVG                                                                                    | |                   |
| 939   | Anne-Frank-Realschule – Oberhausen Hbf – Bero-Zentrum – Babcock Werk 1 – Obermeiderich Bf – Ruhrau – Werthacker – Schnabelhuck – Botanischer Garten – Neudorf – Duisburg Hbf Ost \|\| 60 min \|\| STOAG/DVG | |                   |
| 955   | Schmachtendorf Heinrich-Böll-Gesamtschule – OB-Holten Bf – Siedlung Dunkelschlag – Alsfeld – OB-Sterkrade Bf – Buschhausen Mitte – Lirich – Bero-Zentrum – Oberhausen Hbf – Anne-Frank-Realschule | 60 min | STOAG             |
| 956   | Biefang Goerdelerstraße – Schwarze Heide – OB-Sterkrade Bf – Siedlung Eisenheim Zweigstraße – Schloss Oberhausen – TZU – Ziesakplaza – Marienkirche – Rathaus – Oberhausen Hbf – Dümpterkamp – Schlad Wehrstr. | 30 min | STOAG             |
| 957   | (Graßhofstraße – Waldteich –) Kiebitzstraße – OB-Sterkrade Bf – Osterfeld Mitte – OB-Osterfeld Süd Bf – Burg Vondern – Borbeck – Neue Mitte Oberhausen – TZU – Ziesakplaza – Marienkirche – Theater/Ebertbad – Oberhausen Hbf – Bebelstraße – Babcock Werk 1 – Tulpenstraße                                                                        | 20/60 min (Graßhofstr.–Kiebitzstr.) 20 min (Kiebitzstr.–Tulpenstr.)                                                | STOAG             |
| 960   | OB-Holten Bf – Schmachtendorf – Walsumermark – Königshardt – Kirchhellener Straße – Alsfeld Dragonerstr. – OB-Sterkrade Bf – OLGA-Park – Neue Mitte Oberhausen – Oberhausen Hbf – Rathaus – Knappenmarkt – Schlad Wehrstr. Linie verkehrt zwischen Sterkrade Bf und Oberhausen Hbf über die ÖPNV-Trasse Oberhausen                                 | 20 min | STOAG             |
| 961   | Bottrop-FuhlenbrockSpechtstraße – Klosterhardt – St.-Antony-Hütte – Osterfeld Mitte – Aquapark – Neue Mitte Oberhausen – Mercure-Hotel – Bero-Zentrum – Oberhausen Hbf – Dümpterkamp – Schlad Wehrstr. | 60 min | STOAG             |
| 966   | Elektrobuslinie: OB-Sterkrade Bf – Zweigstraße – Schloss Oberhausen – TZU – Ziesakplaza – John-Lennon-Platz – Oberhausen Hbf | 60 min | STOAG             |
| 976   | Königshardt Falkestr. – Tackenberg – OB-Sterkrade Bf – Buschhausen Mitte – Stadtwerke – Oberhausen Hbf – Styrum Nohlstr. – Schladschule – Schlad Wehrstr. – Mülheim-Dümpten Heifeskamp | 20 min | STOAG             |
| 995   | Duisburg-Marxloh Pollmann – Obermarxloh – Duisburg-Neumühl – Buschhausen Westmarkstraße – Lirich – Bero-Zentrum – Oberhausen Hbf – Anne-Frank-Realschule \|\| 60 min \|\| STOAG/BVR | |                   |
| NE1   | NachtExpress: Walsumermark Hirschkamp – Neuköln – Brink – Walsumermark Eichsfeldstr. – Schmachtendorf – Alsfeld – Ludwigshütte – OB-Sterkrade Bf – OLGA-Park – Neue Mitte Oberhausen – Oberhausen Hbf – Rehmer – Alstaden Fröbelplatz Linie verkehrt zwischen Sterkrade Bf und Oberhausen Hbf über die ÖPNV-Trasse Oberhausen                      | 60 min | STOAG             |
| NE2   | NachtExpress: Schmachtendorf Heinrich-Böll-Gesamtschule – Walsumermark – KönigshardtFalkestr. – Alsbachtal – OB-Sterkrade Bf – OLGA-Park – Neue Mitte Oberhausen – Oberhausen Hbf – Dümpterkamp – Schlad Wehrstr. – Dümpten Linie verkehrt zwischen Sterkrade Bf und Oberhausen Hbf über die ÖPNV-Trasse Oberhausen                                | 60 min | STOAG             |
| NE3   | NachtExpress: OB-Sterkrade Bf – Osterfeld Mitte – OB-Osterfeld Süd Bf – Borbeck – Marienburgstraße – Oberhausen Hbf – Bebelstraße – Duisburg-Obermeiderich Bf – Alstaden Fröbelplatz | 60 min | STOAG             |
| NE5   | NachtExpress: OB-Sterkrade Bf – Buschhausen Mitte – Stadtwerke – Lirich – Bero-Zentrum – Oberhausen Hbf | 60 min | STOAG             |
| NE6   | NachtExpress: OB-Sterkrade Bf – Tackenberg – Rothebusch – Osterfeld Mitte – Neue Mitte Oberhausen – Oberhausen Hbf – Akazienstraße – Alstaden Ruhrpark Linie verkehrt zwischen OLGA-Park und Oberhausen Hbf über die ÖPNV-Trasse Oberhausen | 60 min | STOAG             |
| NE11  | Essen Hbf – Rathaus Essen – Berliner Platz – Helenenstraße – Borbeck Süd Bf – Abzweig Aktienstraße – Bedingrade – Frintrop Unterstraße – Oberhausen-Neue Mitte Oberhausen – Ziesakplaza – Theater/Ebertbad – Oberhausen Hbf | 60 min | Ruhrbahn / STOAG  |
| NE12  | OB-Sterkrade Bf – OLGA-Park – Neue Mitte Oberhausen – Oberhausen Hbf – Landwehr – Mülheim-Styrum – Mülheim-West → Eppinghofen → Dieter-aus-dem-Siepen-Platz → Mülheim Kaiserplatz – Friedrich-Ebert-Straße ← MH-Stadtmitte Linie verkehrt zwischen Sterkrade und Oberhausen Hauptbahnhof über die ÖPNV-Trasse Oberhausen.                          | 60 min | STOAG / Ruhrbahn  |
| NE21  | NachtExpress: Oberhausen Hbf – Neue Mitte Oberhausen – OB-Osterfeld Süd Bf – Bottrop ZOB Berliner Platz Linie verkehrt zwischen OLGA-Park und Oberhausen Hbf über die ÖPNV-Trasse Oberhausen | 60 min | Vestische / STOAG |